# Легка атлетика на літніх Олімпійських іграх 2016 — естафетний біг 4×100 метрів (чоловіки)
Змагання з легкої атлетики в естафеті 4 по 100 метрів серед чоловіків на літніх Олімпійських іграх 2016 відбуваються 18 і 19 серпня на Олімпійському стадіоні Жоао Авеланжа.

## Рекорди
Станом на 18 серпня 2016 світовий і олімпійський рекорди були такими:
| Світовий рекорд     | Ямайка (Неста Картер, Майкл Фрейтер, Йоган Блейк, Усейн Болт)       | 36.84 | Лондон, Велика Британія | 11 серпня 2012 |
| Олімпійський рекорд | Ямайка (JAM) (Неста Картер, Майкл Фрейтер, Йоган Блейк, Усейн Болт) | 36.84 | Лондон, Велика Британія | 11 серпня 2012 |

## Розклад змагань
Час місцевий (UTC−3).
| Дата                | Час   | Раунд            |
| ------------------- | ----- | ---------------- |
| Четвер, 18 серпня   | 11:40 | Попередні забіги |
| П'ятниця, 19 серпня | 22:35 | Фінал            |

## Результати

### Попередні забіги
У фінал виходять по перші три команди з кожного забігу (Q), а також дві найшвидші крім них (q).

#### Забіг 1
| Місце | Доріжка | Країна                         | Спортсмени                                                                    | Час   | Примітки |
| ----- | ------- | ------------------------------ | ----------------------------------------------------------------------------- | ----- | -------- |
| 1     | 3       | США (USA)                      | Майкл Роджерс, Крістіан Коулман, Тайсон Гей, Джарріон Ловсон                  | 37.65 | Q, SB    |
| 2     | 4       | Китай (CHN)                    | Тан Сінцян, Сє Чженьє, Су Бінтянь, Чжан Пеймен                                | 37.82 | Q, AR    |
| 3     | 2       | Канада (CAN)                   | Акім Гейнс, Аарон Бравн, Брендон Родні, Моболаде Аджомале                     | 37.89 | Q, SB    |
| 4     | 6       | Туреччина (TUR)                | Іззет Сафер, Жак Харві, Емре Зафер Барнес, Раміль Гулієв                      | 38.30 | NR       |
| 5     | 7       | Франція (FRA)                  | Марвін Рене, Стюарт Дютамбі, Мішель-Меба Зезе, Джиммі Віко                    | 38.35 | SB       |
| 6     | 8       | Антигуа і Барбуда (ANT)        | Чавон Волш, Сейха Грін, Джаред Джарвіс, Тахір Волш                            | 38.44 | SB       |
| 7     | 5       | Сент-Кіттс і Невіс (SKN)       | Джейсон Роджерс, Кім Коллінз, Аллістер Кларк, Антуан Адамс                    | 39.81 |          |
|       | 1       | Домініканська Республіка (DOM) | Майобанекс де Олео, Йохандріс Андуджар, Стенлі дель Кармен, Янкарлос Мартінес |       | R 162.7  |

##### Забіг 2
| Місце | Доріжка | Країна                  | Спортсмени                                                              | Час   | Примітки |
| ----- | ------- | ----------------------- | ----------------------------------------------------------------------- | ----- | -------- |
| 1     | 6       | Японія (JPN)            | Ріота Ямагата, Сьота Іідзука, Йосіхіде Кірю, Асука Кембрідж             | 37.68 | Q, AR    |
| 2     | 3       | Ямайка (JAM)            | Джевон Мінзі, Асафа Павелл, Нікель Ашмід, Кемар Бейлі-Коул              | 37.94 | Q, SB    |
| 3     | 7       | Тринідад і Тобаго (TRI) | Кестон Бледмен, Рондель Соррілло, Еммануель Калландер, Річард Томпсон   | 37.96 | Q, SB    |
| 4     | 1       | Велика Британія (GBR)   | Річард Кілті, Гаррі Айкінс-Айїтей, Джеймс Еллінгтон, Чиджинду Уджа      | 38.06 | q        |
| 5     | 8       | Бразилія (BRA)          | Рікардо де Соуза, Вітор Уго Душ Сантуш, Бруно де Баррос, Жорже Відеш    | 38.19 | q        |
| 6     | 4       | Німеччина (GER)         | Джуліан Ройс, Свен Кніпгальс, Роберт Герінг, Лукас Якубчик              | 38.26 |          |
| 7     | 5       | Куба (CUB)              | Сезар Руїз, Роберто Скаєрс, Рейньєр Мена, Яніель Карреро                | 38.47 |          |
| 8     | 2       | Нідерланди (NED)        | Соломон Бокарі, Хенслі Пауліна, Лімарвін Боневасья, Джованні Кодрінгтон | 38.53 |          |

### Фінал
| Місце | Доріжка | Країна                  | Спортсмени                                                            | Час   | Примітки |
| ----- | ------- | ----------------------- | --------------------------------------------------------------------- | ----- | -------- |
| 1     | 4       | Ямайка (JAM)            | Асафа Павелл, Йоган Блейк, Нікель Ашмід, Усейн Болт                   | 37.27 | SB       |
| 2     | 5       | Японія (JPN)            | Ріота Ямагата, Сьота Іідзука, Йосіхіде Кірю, Асука Кембрідж           | 37.60 | AR       |
| 3     | 7       | Канада (CAN)            | Акім Гейнс, Аарон Бравн, Брендон Родні, Андре де Грассе               | 37.64 | NR       |
| 4     | 6       | Китай (CHN)             | Тан Сінцян, Сє Чженьє, Су Бінтянь, Чжан Пеймен                        | 37.90 |          |
| 5     | 1       | Велика Британія (GBR)   | Річард Кілті, Гаррі Айкінс-Айїтей, Джеймс Еллінгтон, Адам Джемілі     | 37.98 |          |
| 6     | 2       | Бразилія (BRA)          | Рікардо де Соуза, Вітор Уго Душ Сантуш, Бруно де Баррос, Жорже Відеш  | 38.41 |          |
| —     | 8       | Тринідад і Тобаго (TRI) | Кестон Бледмен, Рондель Соррілло, Еммануель Калландер, Річард Томпсон | DQ    | R 163.3a |
| —     | 3       | США (USA)               | Майкл Роджерс, Джастін Гетлін, Тайсон Гей, Трейвон Бромелл            | DQ    | R 170.7  |